# Новоизобильненский сельсовет
Новоизоби́льненский сельсове́т — упразднённое сельское поселение в составе Изобильненского района Ставропольского края Российской Федерации.

## География
Находилось в центральной части Изобильненского района.

## История
18 февраля 1993 года Малый Совет Ставропольского краевого Совета народных депутатов решил «Образовать в Изобильненском районе Новоизобильненский сельсовет с центром в поселке Новоизобильный. Включить в его состав посёлок Новоизобильный и хутор Широбоков, выделенные из состава Тищенского сельсовета».
С 1 мая 2017 года, в соответствии с Законом Ставропольского края от 14 апреля 2017 № 35-кз, все муниципальные образования, входящие в состав Изобильненского муниципального района Ставропольского края, — городские поселения город Изобильный, посёлок Рыздвяный, посёлок Солнечнодольск, сельские поселения станица Баклановская, Каменнобродский сельсовет, Московский сельсовет, Новоизобильненский сельсовет, станица Новотроицкая, Передовой сельсовет, Подлужненский сельсовет, село Птичье, Рождественский сельсовет, хутор Спорный, Староизобильненский сельсовет, село Тищенское, — были преобразованы, путём их объединения, в Изобильненский городской округ.

## Население
| 1989  | 2002  | 2010  | 2011  | 2012  | 2013  | 2014  | 2015  | 2016  |
| ----- | ----- | ----- | ----- | ----- | ----- | ----- | ----- | ----- |
| 1849  | ↗2096 | →2096 | ↘2094 | ↗2095 | ↘2080 | ↘2014 | ↘1980 | ↘1978 |
| 2017  |       |       |       |       |       |       |       |       |
| ↘1975 |       |       |       |       |       |       |       |       |

### Национальный состав
По итогам переписи населения 2010 года на территории поселения проживали следующие национальности (национальности менее 1 %, см. в сноске к строке «Другие»):
| Национальность | Численность | Процент |
| -------------- | ----------- | ------- |
| Русские        | 1922        | 91,70   |
| Украинцы       | 36          | 1,72    |
| Армяне         | 23          | 1,10    |
| Другие         | 115         | 5,49    |
| Итого          | 2096        | 100,00  |

## Состав поселения
До упразднения муниципального образования в состав его территории входили 2 населённых пункта:
| № | Населённый пункт | Тип населённого пункта          | Население |
| - | ---------------- | ------------------------------- | --------- |
| 1 | Новоизобильный   | посёлок, административный центр | ↗1385     |
| 2 | Широбоков        | хутор                           | ↗900      |

## Местное самоуправление
- Совет депутатов сельского поселения Новоизобильненский сельсовет, состоял из 10 депутатов, избираемых на муниципальных выборах по одномандатным избирательным округам сроком на 5 лет.
- Администрация сельского поселения Новоизобильненский сельсовет.

Главы администрации
- c 8 октября 2006 года — Жилина Валентина Андреевна, глава поселения.

## Инфраструктура
- Дом культуры (пос. Новоизобильный)
- Дом культуры (х. Широбоков)
- Сбербанк, Доп.офис № 1858/040 (пос. Новоизобильный)
- Библиотека № 25 (пос. Новоизобильный)
- Библиотека № 13 (х. Широбоков)
- Отделение почтовой связи — 356108 (пос. Новоизобильный)
- Отделение почтовой связи — 356129 (х. Широбоков)
- ФАП Новоизобильненский (пос. Новоизобильный)
- ФАП Широбоковский (х. Широбоков)
- Хлебозавод «Каравай» (х. Широбоков)

## Образование
- Детский сад № 26 (пос. Новоизобильный)
- Детский сад № 27 (х. Широбоков)
- Средняя общеобразовательная школа № 20 (пос. Новоизобильный)